# Juba brachanorum
Juba brachanorum är en insektsart som beskrevs av Rauno E. Linnavuori 1973. Juba brachanorum ingår i släktet Juba och familjen Flatidae. Inga underarter finns listade i Catalogue of Life.